# Heinävaaran-Kyykän lammet
Heinävaaran-Kyykän lammet este o arie protejată (arie specială de conservare — SAC, sit de importanță comunitară — SCI) din Finlanda întinsă pe o suprafață de 2,9 ha, integral pe uscat.

## Localizare
Centrul sitului Heinävaaran-Kyykän lammet este situat la coordonatele 62°50′11″N 29°58′52″E / 62.8364°N 29.9811°E.

## Înființare
Situl Heinävaaran-Kyykän lammet a fost declarat sit de importanță comunitară în iunie 2005 pentru a proteja 1 specie de animale. Situl a fost protejat și ca arie specială de conservare în aprilie 2015.

## Biodiversitate
Situată în ecoregiunea boreală, aria protejată conține 2 habitate naturale: Lacuri și iazuri distrofice naturale, Mlaștini turboase de tranziție și turbării mișcătoare.
La baza desemnării sitului se află o specie protejată de  amfibieni: triton cu creastă (Triturus cristatus).
Pe lângă speciile protejate, pe teritoriul sitului au mai fost identificate 1 specie de amfibieni.